# Gros Perré
Le Gros Perré est un sommet des Préalpes fribourgeoises situé en Suisse, dans le canton de Fribourg.

## Géographie
Le Gros Perré culmine à 2 207 m d'altitude.